# Auguste M. P. von Bayern
Auguste Marie Philippa Prinzessin von Bayern (* 11. Oktober 1979 in Landsberg am Lech) ist eine deutsche Ornithologin.

## Leben
Auguste von Bayern ist die älteste Tochter von Beatrix und Luitpold Prinz von Bayern. Sie lebt auf Schloss Leutstetten unweit von Starnberg und ist mit dem Juristen Ferdinand Prinz zur Lippe-Weißenfeld verheiratet. Im Jahr 2013 wurde sie Mutter ihres ersten Sohnes.
Auguste von Bayern lernte als 14-Jährige Irenäus Eibl-Eibesfeldt und Jane Goodall kennen. Sie interessierte sich früh für Tiere und erforschte schon als 17-Jährige, im Rahmen eines Schulprojektes, die Aufzucht von Kanadagänsen. Nach dem Abitur studierte sie Biologie in München an der Ludwig-Maximilians-Universität, in Kapstadt und in Cambridge und promovierte 2008 über „Soziale Intelligenz und soziokognitive Fähigkeiten von Dohlen“. Nach ihrer Promotion in Cambridge ging sie nach Oxford.

## Forschung
Die Zoologin forscht über die Intelligenz von Vögeln, wobei sie sich zunächst auf Rabenvögel (Raben, Dohlen und Krähen) konzentrierte. Sie ist derzeit Gruppenleiterin am Max-Planck-Institut für biologische Intelligenz, Standort Seewiesen, ehemals Max-Planck-Institut für Ornithologie.
Die von ihr geleitete Gruppe konnte im Jahr 2022 nachweisen, dass sich Blaukehlaras nicht nur an frühere Handlungen erinnern können, sondern darüber hinaus über ein episodisches Gedächtnis verfügen. Die Papageien sind somit die ersten Vögel, bei denen diese Fähigkeiten eindeutig belegt werden konnten.

## Mitgliedschaften und Auszeichnungen
- Auguste von Bayern ist Vorstandsvorsitzende des Förderkreises Naturkundemuseum Bayern e. V., der sich für ein modernes naturkundliches Museum mit dem Thema „Zukunft – Mensch – Natur“ in München einsetzt.[5]

- 2015 wurde ihr die Bayerischen Staatsmedaille für besondere Verdienste um die Umwelt verliehen.

## Publikationen (Auswahl)
Eine vollständige Liste international veröffentlichter Publikationen ist auf der Seite des Max-Planck-Institutes verfügbar.
- 2020: Comparative cognition: Practical shortcomings and some potential ways forward.[7]
- 2018: Compound tool construction by New Caledonian crows.[8]
- 2011: Can jackdaws (Corvus monedula) select individuals based on their ability to help?[9]
- 2009: The role of experience in problem solving and innovative tool use in crows.[10]
- 2007: Cognitive adaptations of social bonding in birds.[11]